# Тростянець (притока Південного Бугу)
Тростяне́ць, Тростянка (інша назва — Недотека) — річка в Україні, в межах Гайсинського району Вінницької області. Права притока Південного Бугу (басейн Чорного моря).

## Опис
Довжина 42 км, площа водозбірного басейну 263 км². Похил річки 2,3 м/км. Долина завширшки до 2 км, завглибшки до 40 м. Заплава завширшки до 200 м. Річище звивисте, завширшки до 5 м. Споруджено декілька ставків. Використовується на зрошення, технічні потреби, риборозведення.

## Розташування
Тростянець бере початок у селі Красногірка. Тече переважно на схід. Впадає до Південного Бугу у східній частині села Тростянчик.
Над річкою розташований районний центр Тростянець, а також 11 сіл.

## Притоки
- Річка без назви — права притока. Довжина річки 10 км. Площа басейну 27,7 км². Бере  початок у селі Капустяни. Тече переважно на південний схід через Олександрівку і впадає у річку Тростянець за 24 км від її гирла.

- Балка Половиче — ліва притока. Протікає через село Велика Стратіївка. Довжина річки 10 км. Площа басейну 37,3 км², впадає у Тростянець за 11 км від його гирла.